# Vorstermanbijbel

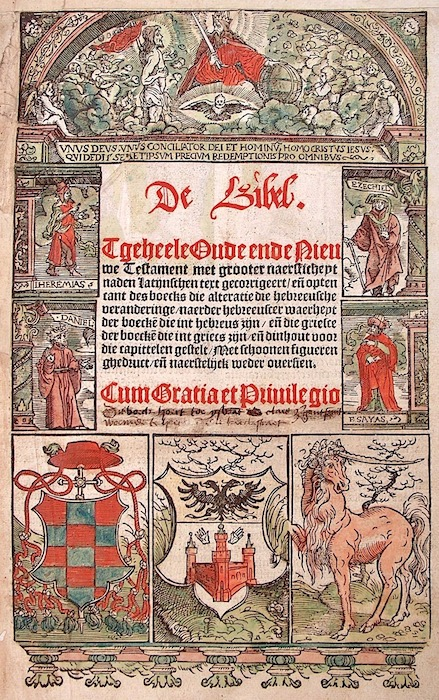
Titelblad van de editie van 1528

De eerste volledige editie van de Vorstermanbijbel werd in 1528 door Willem Vorsterman uitgebracht. Vorsterman was een van de grootste drukkers in Antwerpen. De volledige titel is Den Bibel; Tgeheele Oude ende Nieuwe Testament met grooter naersticheyt naden Latijnschen text gecorrigeert / en opten cant des boecks die alteratie die hebreeuwsche veranderinge / naerder hebreeuscer waerheyt der boeckē die int hebreus zijn / en die griecsce der boeckē die int griecs zijn / en dinhout voor die capittelen gestelt / Met schoonen figueren ghedruct  en naerstelijc weder oversien. Cum Gratia et Privilegio. 
Het is een zeer fraai geïllustreerde folio-uitgave met houtsnedes van Jan Swart en Lucas van Leyden.  (Zie ]) De uitgave bevat verder een kaart van Palestina, 'des land van Beloften’, ontworpen door Lucas Cranach. Het ook op het titelblad vermelde cum gratia et privilegio betekende dat er een officiële goedkeuring van het stadsbestuur van Antwerpen was deze bijbel uit te geven. De bijbeltekst wordt vooraf gegaan door twee voorredes. 
In de eerste proloog, Extract uuten Registere vanden Vonnissen, der wethouderen der stadt van Antwerpen wordt onder meer vermeld dat Vorsterman voor drie jaar het privilege krijgt deze bijbel te drukken en te verkopen. Ook de Leuvense theoloog Nicolas Coppin had toestemming tot het drukken verleend. 
De tweede proloog is een verantwoording van de bewerkers van de vertaling, de correctuers deser translatien. Zij meldden dat misbruik in eerdere vertalingen hen er toe had gebracht de tekst van het Oude en Nieuwe Testament te corrigeren naar de Latijnse bijbel, de Vulgaat. 
De 'correctuers' lichtten in deze proloog ook hun werkwijze toe. De uitgave was tot stand gekomen door een vergelijking met de oorspronkelijke Hebreeuwse en Griekse tekst. Als in het Oude Testament  de ‘Hebreeuwse waarheid‘ afweek van de Vulgaat hadden de bewerkers de tekst van de Vulgaat laten staan en de Hebreeuwse tekst in de marge geplaatst. De bewerkers meldden dat zij zich voor de Hebreeuwse en Griekse grondtekst hadden gebaseerd op de  Polyglotta Complutensis. Deze vertaling was een initiatief  van  de kardinaal Francisco Jiménez de Cisneros die het voor een belangrijk deel ook financierde. Hierin wordt (een deel van) het Oude Testament weergegeven in het Hebreeuws, Aramees, Grieks en Latijn.  De betekenis daarvan werd nog eens duidelijk gemaakt door op de titelpagina van de uitgave een kardinaalshoed en het wapenschild van de kardinaal af te beelden.

## De bronnen van de uitgave

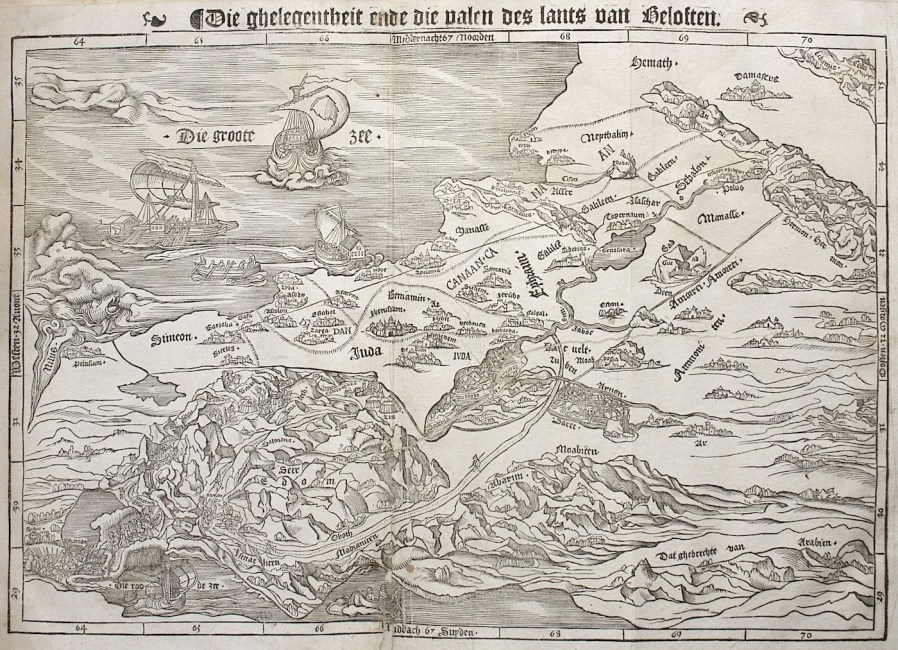
De kaart van Palestina, 'des land van Beloften’ in de edititie 1528, van Lucas Cranach

De uitgave van 1528 werd dus gepresenteerd als een geautoriseerde nieuwe rechtzinnige katholieke bijbelvertaling.  Feitelijk had de uitgave een hoog eclectisch gehalte waarin nogal wat delen van de vertaling gebaseerd waren op eerder gepubliceerd materiaal. Dat was zowel Middelnederlands materiaal uit het tijdperk van voor de Reformatie als ook uit reformatorische kringen. De uitgave is dan ook wel benoemd als een 'lappendeken van her en der bijeengeraapte teksten' . 
De psalmvertaling in een Middelnederlands handschrift van de vijftiende eeuw dat bewaard wordt aan de Universiteit van Pennsylvania in Philadelphia is vrijwel letterlijk overgenomen in de Vorstermanbijbel.  Een aanzienlijk deel van de  cantica van het Oude Testament in het handschrift zijn ook vrijwel letterlijk overgenomen. Er is op het vakgebied tevens een hypothese dat voor de rest van het Oude Testament een veronderstelde historiebijbel een belangrijke bron was. Andere bronnen voor het Oude Testament zijn de lutherse Liesveldtbijbel van 1526 en de vertaling van Maarten Luther van de  Pentateuch van 1523. Beide zijn gebaseerd op het Hebreeuws. De boeken van de Profeten zijn in belangrijke mate gebaseerd op de Wormser Profetenbijbel, waarvan Gerardus Geldenhouwer waarschijnlijk een Nederlandse vertaling had gemaakt. Er is voor dit deel van de Vorstermanbijbel  veel materiaal gebruikt dat gerelateerd is aan de Hebreeuwse tekst. De pretentie om teksten te corrigeren naar de Vulgaat werd dus lang niet waargemaakt. Modern onderzoek heeft ook uitgewezen dat de bewerkers de  Polyglotta Complutensis in het geheel niet hebben gebruikt. 
Het Nieuwe Testament in de Vorstermanbijbel was identiek aan een uitgave daarvan die eerder in 1528 door Vorsterman al op de markt was gebracht. Die tekst  was vrijwel letterlijk overgenomen uit een reformatorisch gezinde editie van Christoffel van Ruremond uit 1526.

## Reacties en volgende edities

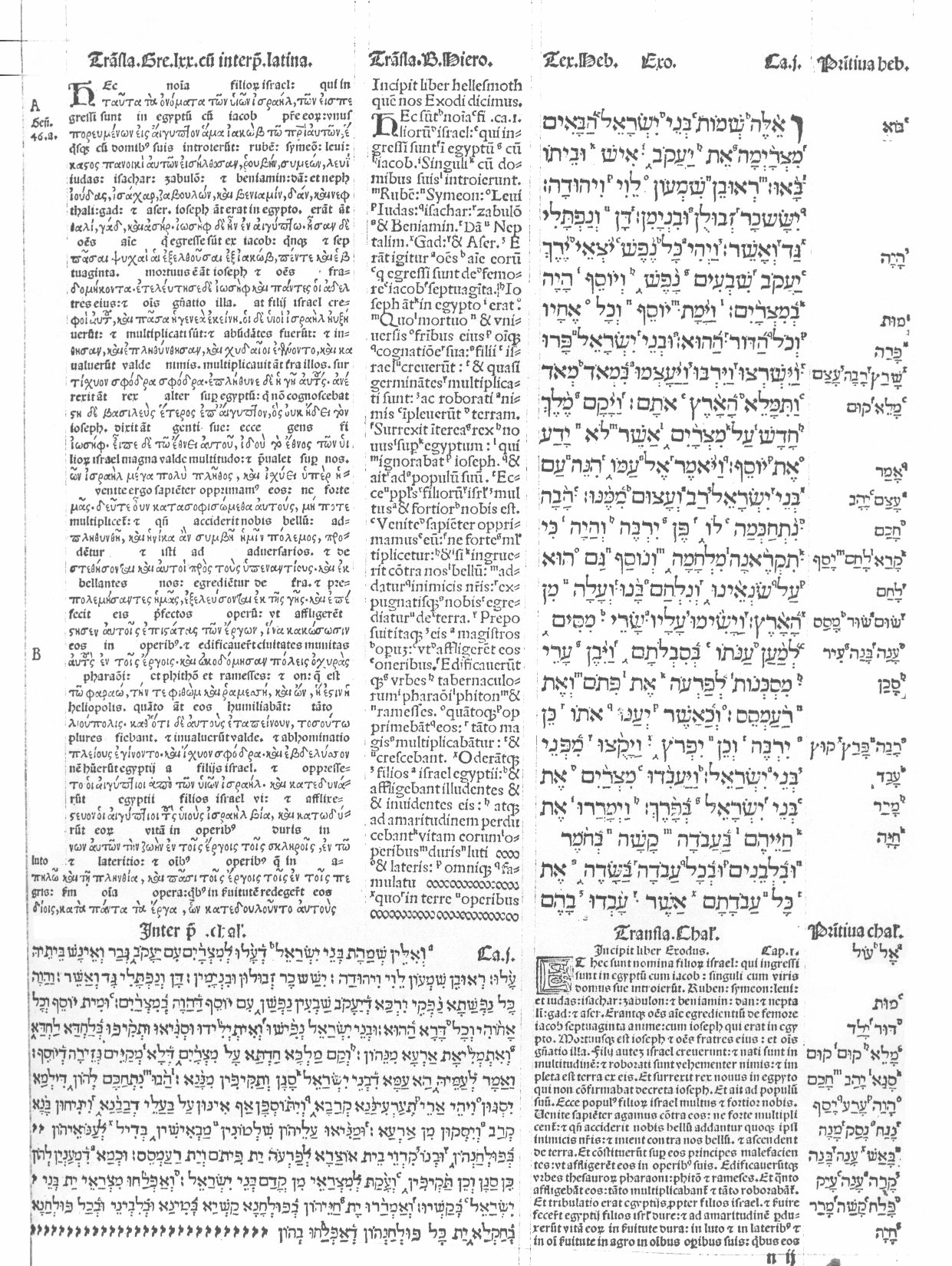
Het begin van Genesis in de Polyglotta Complutensis. Boven van links naar rechts: Grieks, Latijn en Hebreeuws. Onder: Aramees en Latijnse vertaling uit Aramees

Het feit dat de Vorstermanbijbel geen rechtzinnige katholieke vertaling was werd ook door de ‘correctuers‘ ingezien. In het laatste deel van de tweede proloog schreven zij dat er nogal wat beoogde correcties naar de Vulgaat niet waren uitgevoerd. Zij benoemen daarbij ook een aantal passages die naar hun mening in de uitgave op foutieve wijze zijn terechtgekomen. Zij gaven de schuld hiervoor aan de werknemers in de drukkerij die reformatorische opvattingen zouden hebben. Een iets andere verklaring is dat de strategie van  Vorsterman erop gericht was een zo hoog mogelijke oplage te verkopen. Hij zou dan ook  vanaf het begin het voornemen gehad hebben een bijbel uit te brengen gericht op een lezerspubliek dat kennis wilde nemen van nieuwe inzichten op godsdienstig gebied maar niet onder verdenking van ketterij wilde komen. Een bijbel die zowel door katholieken en reformatorisch gezinden kon worden gelezen. 
Een tweede editie kwam in 1529 uit. Hierin waren al essentiële reformatorische passages verdwenen en sloot aanzienlijk meer aan op de tekst van de Vulgaat.  De Vorstermanbijbel is in de jaren daarna tot aan 1543 inclusief nadrukken nog eens in 8 edities gedrukt. 
Op het Concilie van Trente werd in 1546 geen overeenstemming bereikt over het wel of niet toelaten van bijbelvertalingen in de volkstaal. Voor - en tegenstanders hielden elkaar ongeveer in evenwicht. De kwestie werd overgelaten aan lokale en regionale overheden. Wel werd expliciet besloten dat de Vulgaat de enige ‘authentieke ‘ bijbelversie was en daarom de enige die gebruikt mocht worden voor lessen, prediking en bijbelverklaring. 
Eveneens in 1546 werd een aantal edities van de Vorstermanbijbel waaronder de eerste van 1528 op de Index van Leuven geplaatst. Er is echter verder geen actief beleid gevoerd om de editie van 1528 te weren uit bijvoorbeeld  bibliotheken. De editie bleef dus in circulatie.  
* De eerste editie van de Vorstermanbijbel uit 1528 werd gepresenteerd als een nieuwe geautoriseerde rechtzinnige katholieke Bijbelvertaling. Deze editie bevatte feitelijk echter nogal wat eerder gepubliceerd Middelnederlands materiaal uit het tijdperk van voor de Reformatie als ook veel uit reformatorische kringen. In latere edities waren al essentiële reformatorische passages verdwenen en sloot het aanzienlijk meer aan op de tekst van de Vulgaat.  